# 마니 풀리테

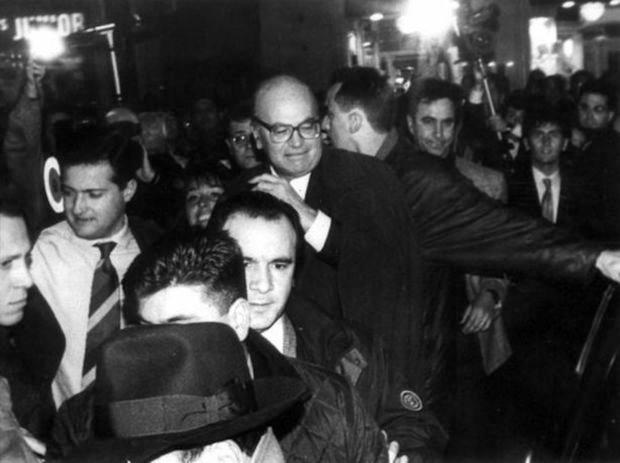

마니 풀리테(Mani pulite, [ˈmaːni puˈliːte]로 발음, 이탈리아어로 "깨끗한 손")는 1990년대 초 이탈리아의 정치적 부패에 대한 전국적인 사법 조사로 소위 "제1 공화국"의 종말과 이탈리아의 정당에 소속된 많은 사람들의 실종을 초래했다. 일부 정치인과 업계 지도자들은 범죄가 폭로된 후 자살했다. 안토니오 디 피에트로는 수사를 담당한 주요 사법 인물이었다.
일부 출처에서는 무려 5,000명의 공인이 의심을 받았다. 한때 이탈리아 의회 의원의 절반 이상이 기소되었고 400개 이상의 시의회가 부패 혐의로 해산되었다. 1980년대에 대규모 정부 계약에 입찰하는 이탈리아 및 외국 기업이 매년 지불한 뇌물의 추정 가치는 미화 40억 달러(6.5조 리라)에 달했다.
조사를 통해 밝혀진 부패한 시스템을 탄겐토폴리(Tangentopoli, 이탈리아어 발음: [tandʒenˈtɔːpoli])라고 했다. 이 용어는 '리베이트'를 의미하는 이탈리아어 tangente에서 파생되었으며, 이 맥락에서 공공 공사 계약에 대해 제공된 리베이트와 '도시'를 의미하는 그리스 폴리스를 의미한다.

## 같이 보기
- 칼초폴리